# Canton de Barenton
Le canton de Barenton est une ancienne division administrative française, située dans le département de la Manche et la région Basse-Normandie.

## Histoire
De 1833 à 1848, les cantons de Barenton et du Teilleul avaient le même conseiller général. Le nombre de conseillers généraux était limité à trente par département.

## Représentation

### Conseillers d'arrondissement (de 1833 à 1940)
Le canton de Barenton appartenait à l'arrondissement de Mortain jusqu'à sa disparition en 1926.
| Période                                  | Période      | Identité                        | Étiquette | Qualité |
| ---------------------------------------- | ------------ | ------------------------------- | --------- | --- |
| 1833                                     | 1836         | Auguste Davy                    |           | Juge de paix à Barenton                                                                                     |
|                                          |              |                                 |           | |
|                                          | 1884 (décès) | Paul Béchet (1826-1884)         |           | Notaire à Barenton                                                                                          |
|                                          |              |                                 |           | |
| 1913                                     | 1922 (décès) | Albert Duchastellier            |           | Notaire à Barenton                                                                                          |
| 1922                                     | 1934         | Victor Foucault                 |           | Maire de Saint-Georges-de-Rouelley                                                                          |
| 1934                                     | 1940         | Alexandre Bonenfant (1888-1943) |           | Notaire à Barenton                                                                                          |
| 1940                                     |              |                                 |           | Les conseils d'arrondissement ont été suspendus par la loi du 12 octobre 1940 et n'ont jamais été réactivés |
| Les données manquantes sont à compléter. |              |                                 |           | |

### Conseillers généraux de 1833 à 2015
| Période | Période      | Identité                  | Étiquette             | Qualité |
| ------- | ------------ | ------------------------- | --------------------- | --- |
| 1833    | 1836         | Jean-Baptiste Tusson      |                       | Propriétaire, juge de paix, maire de Heussé                                                                   |
| 1836    | 1845         | Auguste Davy              |                       | Notaire à Villedieu-les-Poêles, puis juge de paix à Barenton et à Mortain, conseiller d'arrondissement        |
| 1845    | 1848         | Alphonse Ferré des Ferris | Modéré                | Propriétaire terrien, avocat, propriétaire du château des Louvellières, maire du Teilleul, député (1849-1851) |
| 1848    | 1852         | Auguste Davy              |                       | Notaire à Villedieu-les-Poêles, puis juge de paix à Barenton et à Mortain                                     |
| 1852    | 1866         | Gustave de Failly         |                       | Maître de forges à Bion, maire de Saint-Jean-du-Corail                                                        |
| 1866    | 1883         | Arthur Legrand            | Droite                | Maître des requêtes au Conseil d'État, maire de Milly, député (1871-1885)                                     |
| 1883    | 1888 (décès) | Eugène Blin (1838-1888)   | Républicain           | Notaire à Barenton                                                                                            |
| 1889    | 1907         | Arthur Legrand            | Droite                | Maître des requêtes au Conseil d'État, maire de Milly, député (1871-1885 et 1889-1916)                        |
| 1907    | 1940         | Louis Béchet (1855-1942)  | Rad.-RG               | Capitaine honoraire, maire de Barenton                                                                        |
|         |              |                           |                       | |
| 1945    | 1951         | Roger Denis               | DVD                   | Huissier |
| 1951    | 1964         | Étienne de Thieulloy      | DVD                   | Agriculteur, maire de Ger (1937-1945)                                                                         |
| 1964    | 1983         | Émile Bizet               | MRP puis UDR puis RPR | Ingénieur agricole, député (1962-1983), maire de Barenton (1952-1983) Décédé en fonction                      |
| 1983    | 2015         | Hubert Guesdon            | RPR puis UMP          | Médecin, maire de Barenton (1983-2020), vice-président du conseil général                                     |

Le canton participe à l'élection du député de la deuxième circonscription de la Manche, avant et après le redécoupage des circonscriptions pour 2012.

## Composition

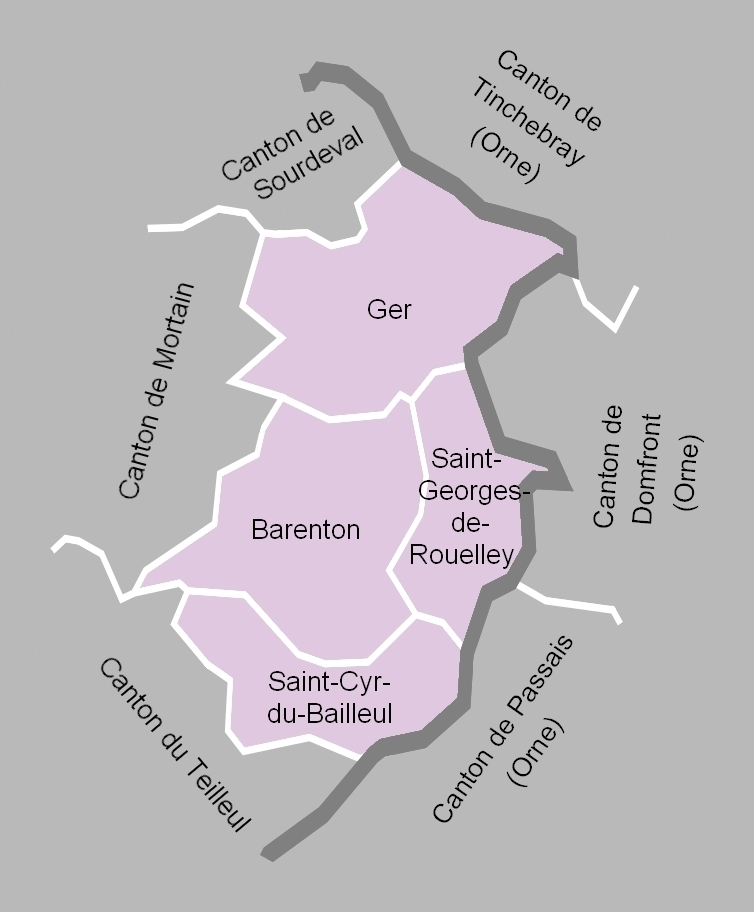
La carte des communes du canton. Les cantons limitrophes étaient ceux de Sourdeval, de Tinchebray, de Domfront, de Passais, du Teilleul et de Mortain.

Le canton de Barenton comptait 3 000 habitants en 2012 (population municipale) et regroupait quatre communes :
- Barenton ;
- Ger ;
- Saint-Cyr-du-Bailleul ;
- Saint-Georges-de-Rouelley.

À la suite du redécoupage des cantons pour 2015, les quatre communes sont rattachées au canton du Mortainais.
Le canton n'incluait aucune ancienne commune et n'a pas connu de changement notable de limites communales depuis la création des communes à la Révolution.

## Démographie
| 1962  | 1968  | 1975  | 1982  | 1990  | 1999  | 2006  | 2011  | 2012  |
| ----- | ----- | ----- | ----- | ----- | ----- | ----- | ----- | ----- |
| 4 681 | 4 307 | 3 922 | 3 919 | 3 568 | 3 257 | 3 110 | 3 029 | 3 000 |